# Gianluca Abignente
Gianluca Abignente, conosciuto come Larry (Roma, 17 aprile 1972), è un allenatore di pallacanestro italiano.
Ha allenato in Serie A2 femminile la Libertas Sporting Club Udine e San Martino di Lupari con la quale ha ottenuto la Serie A1 femminile per la prima volta nella storia del club.

## Palmarès
- Campionato italiano di Serie A2: 1
San Martino di Lupari: 2012-13

### Individuale
- Miglior allenatore di Serie A1 femminile: 2016-17[1]